# Алвин ди Оливейра, Фабиана
Фаби, полное имя Фабиана Алвин ди Оливейра (порт.-браз. Fabiana Alvim de Oliveira; 7 марта 1980, Рио-де-Жанейро, Бразилия) — бразильская волейболистка. Либеро. Двукратная Олимпийская чемпионка.

## Биография
Фабиана Алвин ди Оливейра родилась в Рио-де-Жанейро в семье Жуана Маурилио ди Оливейры и Веры Алвин. В детстве занималась футболом, но в 12-летнем возрасте перешла в волейбол, а уже в следующем году была принята в молодёжную команду «Фламенго». Начинала спортивную карьеру в качестве нападающей, но в связи с невысоким ростом игровой акцент делала на защитных действиях, а с введением в 1998 году амплуа либеро освоила эту игровую функцию. В том же году дебютировала в суперлиге чемпионата Бразилии в составе команды «Петробраз» из Макаэ.
В 2002 году Фабиана впервые была включена в сборную Бразилии тогдашним тренером национальной команды Марко Аурелио Моттой и приняла участие в розыгрыше Гран-при, получив приз лучшей защитницы финального турнира, и в чемпионате мира. В следующем году выиграла своё первое «золото», став чемпионкой Южной Америки, но затем новым наставником сборной Зе Роберто в национальную команду на протяжении следующего сезона не вызывалась.
С 2005 года Фаби — вновь в сборной Бразилии и выступала за неё на протяжении последующих 8 лет, выиграв за это время с командой 16 чемпионских титулов на различных соревнованиях мирового и континентального уровня, в том числе два олимпийских «золота» в 2008 и 2012. Интересно, что в дебютные сезоны в сборной Фаби выступала под именем Фабиана, но после возвращения сократила своё игровое имя до Фаби, в связи с тем, что к тому времени за сборную уже была заиграна волейболистка под тем же именем — Фабиана Клаудино.
С 2005 года Фаби на клубном уровне неизменно выступает за команду «Рексона-Адес» (ранее — «Унилевер», ныне — «Рексона-Сеск») из Рио-де-Жанейро, став с ней 10-кратным чемпионом и 3-кратным обладателем Кубка Бразилии, а также 4-кратным победителем клубных чемпионатов Южной Америки. В 2018 завершила игровую карьеру. В настоящее время работает волейбольным комментатором.
Фаби по праву считается одной из сильнейших либеро мирового волейбола. 15 раз она признавалась лучшей в своём амплуа на различных официальных международных соревнованиях — как среди сборных, так и среди клубов. Кроме того на подобного рода турнирах четырежды становилась лучшей на приёме и один раз лучшей защитницей.

### Клубная карьера
- 1993—1998 —  «Фламенго» (Рио-де-Жанейро);
- 1998—1999 —  «Петробраз» (Макаэ);
- 1999—2000 —  «Фламенго» (Рио-де-Жанейро);
- 2000—2001 —  «Васко да Гама» (Рио-де-Жанейро);
- 2001—2005 —  «Флуминенсе-Кампос» (Рио-де-Жанейро);
- 2005—2018 —  «Рексона-Адес»/«Унилевер»/«Рексона-Сеск»/«Сеск» (Рио-де-Жанейро).

## Достижения

### Со сборной Бразилии
- двукратная Олимпийская чемпионка — 2008, 2012.
- двукратный серебряный призёр чемпионатов мира — 2006, 2010.
- серебряный призёр Кубка мира 2007.
- двукратный победитель розыгрышей Всемирного Кубка чемпионов — 2005, 2013;
  - серебряный призёр Всемирного Кубка чемпионов 2009.
- 5-кратная чемпионка Мирового Гран-при — 2005, 2006, 2008, 2009, 2013;
  - 3-кратный серебряный призёр Гран-при — 2010, 2011, 2012.
- 6-кратная чемпионка Южной Америки — 2003, 2005, 2007, 2009, 2011, 2013.
- чемпионка Панамериканских игр 2011;
  - серебряный призёр Панамериканских игр 2007.
- двукратный победитель розыгрышей Панамериканского Кубка — 2009, 2011.
- победитель розыгрыша Кубка «Финал четырёх» 2008.

### С клубом
- 10-кратная чемпионка Бразилии — 2006—2009, 2011, 2013—2017;
  - 3-кратный серебряный призёр чемпионатов Бразилии — 2010, 2012, 2018.
- 3-кратный победитель розыгрышей Кубка Бразилии — 2007, 2016, 2017.
- двукратный победитель розыгрышей Суперкубка Бразилии — 2015, 2016.
- двукратный серебряный призёр чемпионатов мира среди клубных команд — 2013, 2017.
- 4-кратная чемпионка Южной Америки среди клубных команд — 2013, 2015—2017;
  - двукратный серебряный призёр клубных чемпионатов Южной Америки — 2009, 2018.

### Индивидуальные
- 2002: лучшая либеро Гран-при.
- 2005: лучшая либеро чемпионата Южной Америки.
- 2007: лучшая либеро чемпионата Южной Америки.
- 2008: лучшая либеро и лучшая на приёме Кубка «Финал четырёх».
- 2008: лучшая либеро Олимпийского волейбольного турнира.
- 2009: лучшая либеро клубного чемпионата Южной Америки.
- 2009: лучшая на приёме Гран-при.
- 2009: MVP (самый ценный игрок) и лучшая на приёме чемпионата Южной Америки.
- 2009: лучшая либеро Всемирного Кубка чемпионов.
- 2011: лучшая на приёме Панамериканского Кубка.
- 2011: лучшая в защите Гран-при.
- 2011: лучшая либеро чемпионата Южной Америки.
- 2011: лучшая на приёме Кубка мира.
- 2013: лучшая либеро клубного чемпионата Южной Америки.
- 2013: лучшая либеро Гран-при.
- 2013: лучшая либеро чемпионата Южной Америки.
- 2015: лучшая либеро клубного чемпионата Южной Америки.
- 2016: лучшая либеро клубного чемпионата Южной Америки.
- 2016: лучшая либеро клубного чемпионата мира.
- 2017: лучшая либеро клубного чемпионата Южной Америки.